# Taxithelium kerianum
Taxithelium kerianum är en bladmossart som beskrevs av Brotherus 1908. Taxithelium kerianum ingår i släktet Taxithelium och familjen Sematophyllaceae. Inga underarter finns listade i Catalogue of Life.